# ألفرد كونكلينج
ألفرد كونكلينج هو محامي وقاضي ودبلوماسي وسياسي أمريكي، ولد في 12 أكتوبر 1789 في أماغانزيت في الولايات المتحدة، وتوفي في 5 فبراير 1874 في أوتيكا في الولايات المتحدة. نشط حزبياً في الحزب الجمهوري. وقد انتخب عضو مجلس النواب الأمريكي ‏.